# Komorniki (Prawęcin)
Komorniki – część wsi Prawęcin w Polsce, położona w województwie świętokrzyskim, w powiecie ostrowieckim, w gminie Kunów.
W latach 1975–1998 Komorniki administracyjnie należały do województwa kieleckiego.